# Nikotinplaster
Et Nikotinplaster er et plaster, der afgiver små doser nikotin til bærerens krop gennem huden. Nikontinplastre benyttes som substitut for tobaksvarer og anvendes derfor ofte i forbindelse med rygestop. Nikotinplastre som led i rygestop blev første gang beskrevet i litteraturen i publikationen 'Drug and Alcohol Dependence' (vol. 13, pp.209-213) i 1984. Patentansøgninger blev indgivet i 1985 og anvendelsen af nikotinplaster er i dag patentbeskyttet. 
Nikotinplastre sælges i Danmark af GlaxoSmithKline under varemærket Nicorette og af Novartis under varemærket Nicotinell.

| Farmakologi | Spire Denne artikel om farmakologi er en spire som bør udbygges. Du er velkommen til at hjælpe Wikipedia ved at udvide den. |